# Нигде Кроме
«Нигде Кроме» — кросс-культурное и мультижанровое арт-пространство (культурный проект), объединяющее в себе литературное кафе, выставочный зал и книжный магазин, действующее в знаменитом московском Доме Моссельпрома.

## Название и концепция
Наименование проекта напрямую корреспондирует с историей треста Моссельпром, для рекламы деятельности которого Владимир Маяковский сочинил, по его заказу, самый известный в годы СССР рекламный слоган: «Нигде кроме как в Моссельпроме». Таким образом, название проекта символизирует сквозную преемственность современного проекта от легендарной послереволюционной эпохи радикального социального и эстетического эксперимента.
Дом Моссельпрома известен как «первый московский небоскрёб», прославленное место приложения творческих сил русских авангардистов. Хотя сам трест являлся по сути обычным объединением производителей пищевой продукции, его руководители решились пригласить для сотрудничества Маяковского как копирайтера и Александра Родченко как дизайнера. В память об этом концепция «Нигде Кроме» построена на художественных идеях новаторского искусства первой трети XX века. Интерьер помещений «Нигде Кроме», расположенных в цокольном этаже, включает узнаваемые элементы стилистики Родченко, Малевича и Лисицкого. На потолке литературного кафе воспроизведены портреты десятков ключевых фигур Серебряного века русской культуры — художников, писателей, поэтов и режиссёров, изменивших эстетику XX столетия, а в культурной программе много мероприятий, связанных с героями той эпохи. Однако здесь приветствуются события самого разного плана: встречи с современными писателями, презентации инновационных изданий, вечера фольклорной песни, философские диспуты, театральные перформансы, рок-концерты, кинопоказы и многое другое.

## История и структура проекта

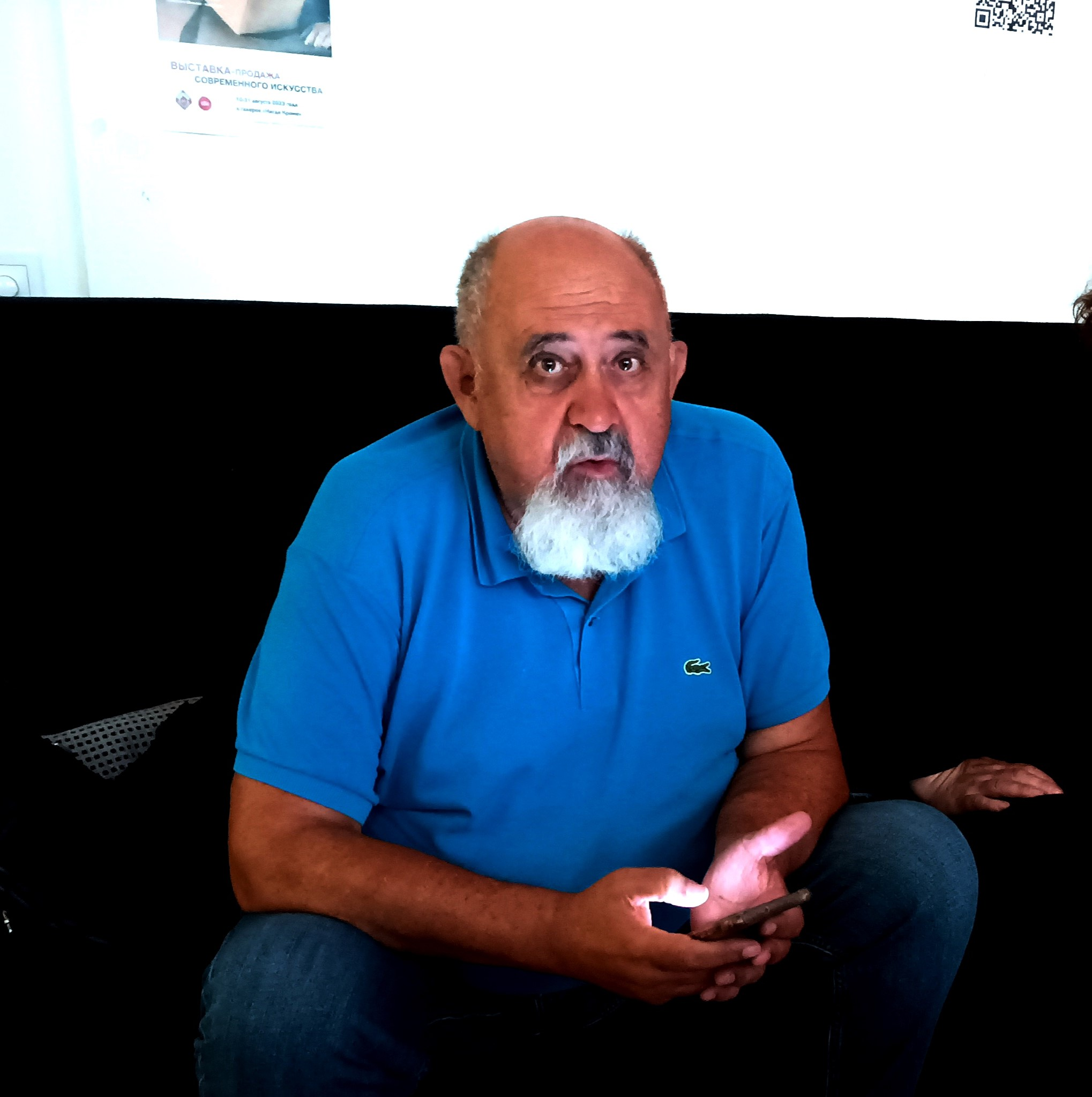
Поэт и философ Владимир Богомяков после презентации своей книги «Грузди с морозными звёздами» в литературном кафе культпроекта «Нигде Кроме», 23.08.2023.

Основателями арт-пространства «Нигде Кроме» выступили осенью 2019 года художник, дизайнер, куратор международных выставок и кинофестивалей в Америке и Европе, член жюри Нью-Йоркского фестиваля российского документального кино, «хранительница русского авангарда» Елена Сарни и филолог, писатель, переводчик, теоретик культуры и культуртрегер Джон Уильям Наринс. «Мы хотим показать авангард не только в виде исторического наследия. Идея в том, чтобы традиции дома Моссельпрома и авангарда жили и сейчас. Это не просто тематическое кафе, где на стенах вы видите следы того времени. Это микромир, в котором отражаются идеи авангарда. Центральная идея места — иммерсивный театр» (Дж. Наринс).
С самого начала культурная программа арт-пространства была насыщена событиями абсолютно разной направленности, чему способствовала тройственная структура проекта. В состав «Нигде Кроме» входят три смежных помещения:
1. передний зал, используемый как литературное кафе («культпросвет-кофейня») и зрительный зал;
2. камерный зал со сценой, используемый как для театрализованных представлений, перформансов и литературных выступлений, так и для художественных и фотографических выставок;
3. книжный зал, где изначально располагался филиал магазина интеллектуальной литературы «Гиперион», а с 2022 года филиал петербургской книгоиздательской компании «Вита Нова».

## Основные направления деятельности арт-пространства

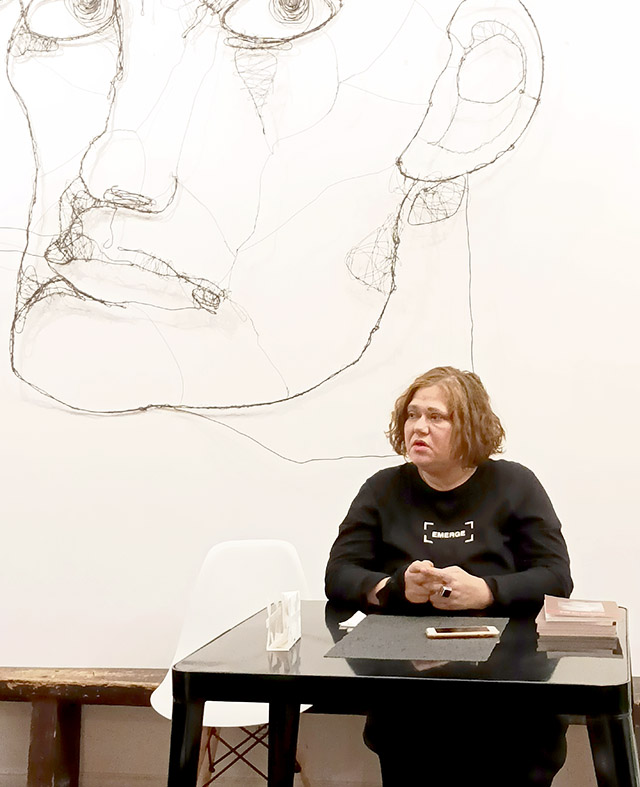
Вечер Александры Сашневой в «Нигде Кроме». 11.10.2023.

В «Нигде Кроме» реализуют свои программы известные культурные проекты:
- Знаковые киноклубы Москвы (Киноклуб Дарьи Митиной, «Пунктум» Валерии Косяковой)
- Крымский геопоэтический клуб
- Заседания Лаборатории человека и культуры XXI века, основанной философом, филологом, лингвистом Вадимом Рудневым
- Мероприятия под эгидой Центра авангарда на Шаболовке

Также среди событий, которые проходят в «НК»:
- Ежегодные празднования Дня Авангарда 19 марта
- Фестиваль культур Антарктиды, приуроченный ко дню рождению одного из учредителей «Нигде Кроме».
- Выставки уникальных артефактов, связанных с жизнью Эдуарда Лимонова
- Спектакли, в том числе в сотрудничестве с Музеем В. В. Маяковского
- Оригинальная авторская иммерсивная пьеса «Старый новый мир»
- Регулярные мультимедийные лекции ведущих экскурсоводов Москвы
- Дни Елизаветы Мнацакановой — визуальная поэзия и «поэзомузыка», выставка, литературные чтения
- Фотовыставки, курируемые Евгением Березнером и другими
- Концерты (Умка, Ольга Чикина, Михаил Башаков, Сергей Летов и другие.)